# 南京钩丝壳
南京钩丝壳（学名：Uncinula nankinensis）是属于白粉菌目白粉菌科钩丝壳属的一种真菌，寄生在槭属植物上。该种分布于中国。